# Katja Ebstein
Katja Ebstein, nascida Karin Witkiewicz; (Girlachsdorf, 9 de março de 1945) é uma cantora alemã. Ela alcançou o sucesso com músicas como Theatre ou Es war einmal ein Jäger. Foi casada com Christian Bruhn, que escreveu muitas de suas canções. Ela representou a Alemanha Ocidental no Festival Eurovisão da Canção três vezes, em 1970, 1971 e 1980. Seu melhor desempenho foi em 1980, quando ganhou o segundo lugar com a música Theatre. Como observado por John Kennedy O'Connor em seu livro The Eurovision Song Contest - The Official History, Ebstein é o artista mais bem sucedido a ter participado do concurso, sem nunca ter vencido. Ela é a única cantora a aparecer entre os três primeiros em três ocasiões diferentes.

## Maiores sucesso
- Es war einmal ein Jäger
- Was ich dir noch singen wollte
- Wunder gibt es immer wieder (1970)
- Diese Welt                  (1971)
- Theater                     (1980)